# Монтеагудо-де-лас-Салінас
Монтеагудо-де-лас-Салінас (ісп. Monteagudo de las Salinas) — муніципалітет в Іспанії, у складі автономної спільноти Кастилія-Ла-Манча, у провінції Куенка. Населення — 159 осіб (2010).
Муніципалітет розташований на відстані близько 170 км на південний схід від Мадрида, 36 км на південний схід від Куенки.

## Демографія
Динаміка населення (INE ):

## Галерея зображень

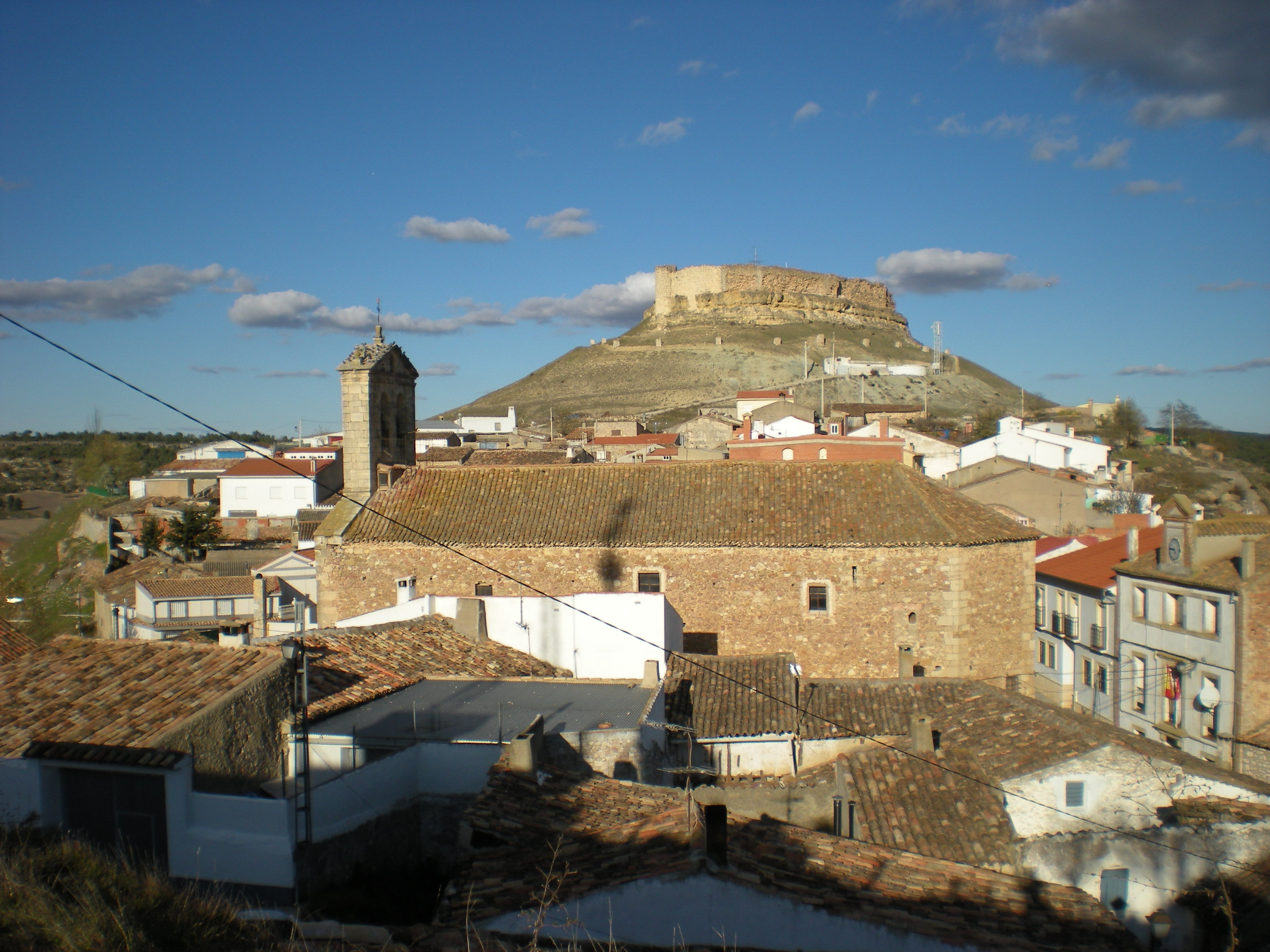
Монтеагудо